# Hypserpa vieillardii
Hypserpa vieillardii är en tvåhjärtbladig växtart som beskrevs av Friedrich Ludwig Diels. Hypserpa vieillardii ingår i släktet Hypserpa och familjen Menispermaceae. Inga underarter finns listade i Catalogue of Life.